# ماركو سافيتش (عازف بيانو)
ماركو سافيتش هو عازف بيانو صربي، ولد في 26 أبريل 1941 في بريزرن في كوسوفو، وتوفي في 8 فبراير 2013.